# The Man of To-Morrow’s Lament
«Жалобная песнь Супермена» (англ. The Man of To-Morrow’s Lament — букв. «Жалоба Человека Будущего») — англоязычное стихотворение русского и американского писателя Владимира Набокова, написанное в июне 1942 года в США. Было обнаружено набоковедом Андреем Бабиковым в 2021 году в Библиотеке редких книг Йельского университета. Машинописная копия находилась в качестве приложения к письму Набокова, направленного американскому критику и писателю Эдмунду Уилсону. Как установил А. Бабиков, поэта вдохновила обложка комикса Superman № 16 за 1942 год, где персонажи Кларк Кент и Лоис Лейн в городском парке смотрят на статую Супермена. Автор послал своё сочинение в июне 1942 года редактору поэтического отдела журнала The New Yorker Чарльзу Пирсу, однако тот из-за его содержания и эротического подтекста в публикации отказал.
А. Бабиков впервые опубликовал стихотворение в британском журнале The Times Literary Supplement в марте 2021 года со своим предисловием; публикация вызвала широкий отклик мировых СМИ. В том же году появилось несколько переводов на различных языках. Предполагается, что Набоков был первым из известных писателей, который посвятил своё произведение не только Супермену, но и герою комиксов вообще. Исследователи отмечают его злободневный политический характер, интертекстуальность, взаимосвязь с другими произведениями автора.

## История создания и публикации

### Предыстория

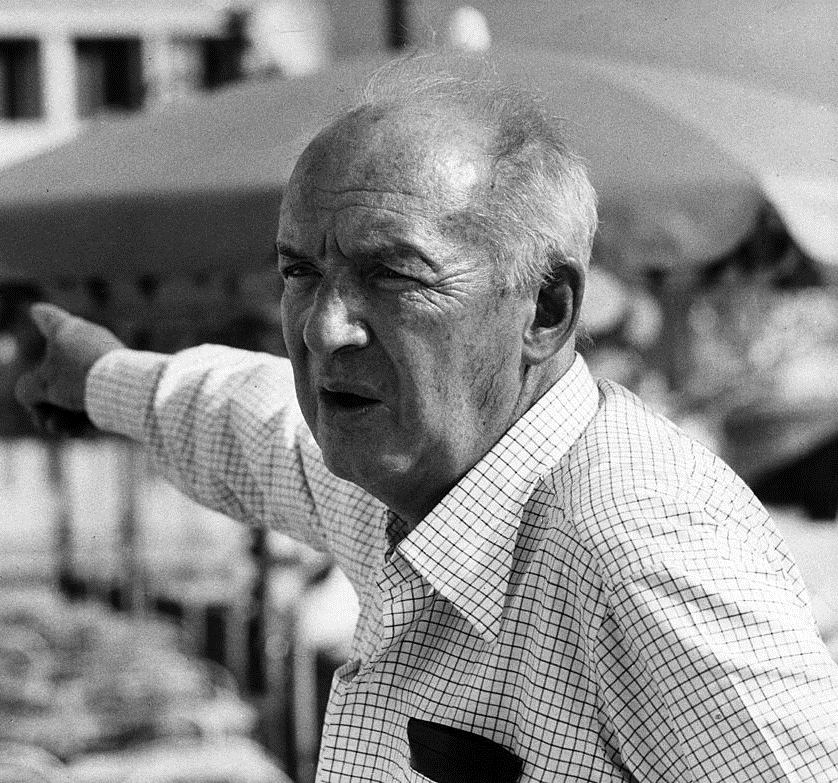
Владимир Набоков

В мае 1940 года Владимир Набоков с женой Верой Евсеевной бежали из Парижа от наступающих немецких войск и переехали в США последним рейсом пассажирского лайнера Champlain. В этой гостеприимно принявшей его стране Набоков прожил до 1960 года — до переезда в Швейцарию. В начале 1940-х годов писатель пытался найти штатную и хорошо оплачиваемую должность преподавателя русской литературы, но некоторое время ему это не удавалось. Начиная с лета 1941 года он устроился на один семестр в Стэнфордскую летнюю школу в Калифорнии, где читал курс «Современная русская литература». С осени 1941 года знакомые помогли ему устроиться в Уэлслийский колледж, штат Массачусетс, на введённую специально для него должность лектора по сравнительному литературоведению. По поводу поисков подходящего для него места он заметил американскому писателю и ведущему критику своего времени Эдмунду Уилсону: «Смешно знать русский язык лучше всех — по крайней мере, в Америке — а английский лучше всех русских в Америке — и при этом испытывать такие трудности с поисками университетской работы. Я начинаю всерьёз беспокоиться о том, что будет в следующем году».

### Создание
Я вынужден носить очки, иначе

состав её для суперглаз прозрачен —

желудок, лёгкие рисуются извне,

как каракатицы, дрожащие на дне,

между костей. Изгой я в этом мире —

«отверженное тело» (тёзка в «Лире»),

но и трико надев, кляну судьбу,

свой торс могучий, мышцы, прядь на лбу 

иссиня-чёрную, поскольку мне положен 

губительный предел…
В США Набоков, одобрительно принявший политическую и экономическую систему страны, вживую познакомился с американской культурой, значительными научными и техническими достижениями, что отразилось в его творчестве. Так, по случаю Дня благодарения 1941 года Набоковы посетили семью Уилсонов. Под впечатлением от их дома возникло стихотворение «Холодильник пробуждается» (The Refrigerator Awakes). Автор отправил его в журнал The New Yorker, где оно через несколько дней было опубликовано. На протяжении нескольких лет это издание приняло ещё несколько стихов Набокова.
В этот период писателя также заинтересовали комиксы о Супермене, которые он читал перед сном своему восьмилетнему сыну Дмитрию, увлёкшемуся этим родом литературы. В своей книге «Николай Гоголь» (1942—1944), над которой Владимир Владимирович работал в этот период, он писал о жёлтой прессе, что в ней могут содержаться «здоровые» начала, способные заинтересовать детей и «простодушных». «Комикс „Супермен“ — несомненная пошлость, но это пошлость в такой безобидной, неприхотливой форме, что о ней не стоит и говорить — старая волшебная сказка, если уж на то пошло, содержала не меньше банальной сентиментальности и наивной вульгарности, чем эти современные побасенки об „истребителях великанов“», — отмечал писатель. В связи со знакомством с этим пластом культуры он решил написать стихотворение, посвящённое супергерою. Этот персонаж был придуман в 1930-е годы писателем Джерри Сигелом и художником Джо Шустером, после чего был продан издательской компании Detective Comics (позднее DC Comics). Криптонец и его земной alter ego журналист Кларк Кент впервые появился на страницах Action Comics № 1 (июнь 1938 года) и со временем стал культовой фигурой американской массовой культуры. Набоков предложил опубликовать стихотворение совладельцу издательства Duell, Sloan and Pearce и редактору отдела поэзии в журнале The New Yorker Чарльзу Пирсу (Charles Pearce), однако он от этого отказался.

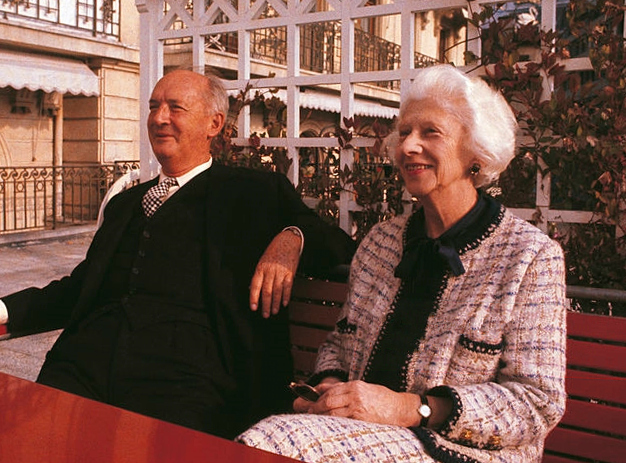
Владимир и Вера Набоковы, 1969

Американский культовый персонаж упоминается в переписке Набокова и позже. Так, из письма жене от 3 августа 1942 года известно, что Владимир Владимирович купил очередной выпуск комикса и читал его на ночь сыну. При этом он отмечал производимое на него впечатление в сравнении с повестью Гоголя: «Читал ему „Нос“ — он очень смеялся, но предпочитает Супермана». О существовании произведения Набокова на супергеройскую тему ещё до того, как стало известно о его написании, упоминали некоторые его биографы. Так, видимо, впервые о нём стало известно благодаря Эндрю Фильду (Andrew Field) — первому биографу Набокова, упомянувшему про него без указания названия. Австралийский литературовед Брайан Бойд в своей книге «Владимир Набоков. Американские годы: Биография» (1991) писал, что стихотворение было создано во время «передышки» и «с подачи» Уилсона. Литературовед образно отзывался о нём: «…в первую брачную ночь Супермена энергия Стального Человека взрывает гостиничный люкс, где уединились новобрачные. Увы, бедная Лоис! Чопорный „Нью-Йоркер“ отказался напечатать стихотворение, и рукопись не сохранилась».
В 2021 году машинописная копия с авторскими правками была обнаружена набоковедом Андреем Бабиковым в Библиотеке редких книг Йельского университета в Нью-Хейвене, где она содержалось в архиве Уилсона. Стихи о Супермене были приложены к письму писателя, адресованному Уилсону и датированному 16 июня 1942 года. В нём он делился новостями о том, что Чарльз Пирс обратился к нему с предложением принять несколько произведений для своего журнала: «Пирс любезно попросил меня в письме прислать ему ещё виршей, поэтому я отправил ему написанное с вашей подачи стихотворение, которое прилагаю». Через два дня Набоков отправил письмо Пирсу, где содержалась просьба об издании «The Man of To-Morrow’s Lament» и вознаграждении:
Направляю вам стихотворение о горестях Супермена, героя серии The Funnies (и, если необходимо, заранее приношу извинения создателям персонажа). Позволю себе напомнить, что испытываю невероятные затруднения в изъяснении на новом для себя языке после двадцати пяти лет использования привычного русского. Однако, если стихотворение всё же приемлемо — в целом не слишком изобилует грамматическими ошибками и не слишком рискованно по части средоточия его милостей, — могу ли я смиренно просить гонорар, насколько это возможно, соответствующий моему русскому прошлому и моим нынешним страданиям?
Однако Пирс, отмечая хорошее владение английским языком, а также возможности продолжения дальнейших литературных связей, всё-таки отказался от публикации, так как содержание стихов в редакции посчитали слишком «тёмными» для понимания. Ещё одним из мотивов был содержавшийся в них художественный намёк на сексуальный контакт между персонажами: «Большинство в отделе, как представляется, считает, что многие наши читатели его не поймут. Кроме того, как вы предугадали, существует проблема в середине стихотворения». Бабиков предположил, что произведение было отклонено не только по причине этого интимного момента, но прежде всего из-за его сложной художественной, «многослойной структуры». Также набоковед отметил, что отказ Пирса от помещения на страницы журнала вероятно первого стихотворения о Супермене фактически привело к тому, что оно на десятилетия оставалось неизвестным для публики, а его рукопись утерянной: «Он также не мог предвидеть, что его автор к концу 50-х станет всемирно известным писателем».

### Обнародование и переводы
Бабиков намеревался опубликовать стихотворение в английском оригинале в январе 2021 года, при этом сопроводив его русским подстрочником, историей обнаружения и комментариями. Это предполагалось осуществить в новом выпуске альманаха Ивана Толстого «Connaisseur», но по ряду причин издание было перенесено на осень. Набоковед провёл изыскания в области того, какой именно выпуск комикса послужил толчком к созданию «The Man of To-Morrow’s Lament». Просмотрев эти издания до июня 1942 года, он пришёл к выводу, что поэта вдохновила обложка комикса Superman № 16 за май-июнь 1942 года. На ней были изображены центральные персонажи — Кларк Кент и Лоис Лейн, которые идут вместе рука об руку по городскому парку. Девушка смотрит на статую Супермена, на постаменте которой представлена надпись: «Супермен. От жителей Метрополиса в благодарность за услуги, оказанные городу и всему человечеству». Лоис восхищается супергероем и произносит: «О, Кларк — ну разве он не прекрасен?!» (Oh, Clark … Isn’t he wonderful!?!)
В результате открытия Бабикова и благодаря его стараниям о существовании стихотворения стало известно в марте того же года, после чего привлекло внимание многих мировых СМИ. Впервые оно было опубликовано британским литературным изданием The Times Literary Supplement в начале марта 2021 года; вскоре появилось несколько переводов, в том числе на русский язык. Первый русский перевод был сделан уже через несколько часов после оригинальной публикации Александром Гагинским для «Мира фантастики» и получил распространение в интернете; позже в СМИ публиковали свои варианты Михаил Идов, Николай Караев и собственно Андрей Бабиков. Английское название «The Man of To-Morrow’s Lament» передаётся на русский язык различным образом: «Жалобная песнь Супермена», «Сетование человека будущего», «Жалоба человека завтрашнего дня», «Печаль Человека Завтрашнего Дня», «Горести Человека завтрашнего дня», «О чём грустит Человек завтрашнего дня».

## Характеристика
Считается, что Набоков был первым из известных писателей, который посвятил своё произведение не только Супермену, но и герою комиксов вообще. В нём он затронул такую щекотливую по меркам 1940-х годов тему как невозможность Супермену иметь сексуальные контакты с объектом своей страсти — Лоис и, как следствие, иметь от неё детей. Стихи написаны от первого лица — Супермена, рефлексирующего и выражающего сожаление о том, что он не может иметь простых человеческих радостей, жены, детей. Так, его возможный сын впоследствии может нанести катастрофический вред окружающим и даже самому Супермену. Бабиков характеризовал этот «неожиданный шедевр» как имеющий значение не только с чисто литературной точки зрения, но и важный для изучения творчества классика мировой литературы:
Это не просто стихотворение со своими любопытными особенностями (его свежая концепция развивает подход к отражению внутреннего монолога Супермена или «облаков мыслей»), но и настоящий подарок для литературоведа. Поэма — единственное известное произведение Набокова, источник которого можно определить абсолютно достоверно, так как автор его никогда не скрывал.
Бабиков характеризовал стихотворение как имеющее «гнетуще-монотонный строй», в связи с чем его очень сложно переводить. Название и текст отсылают к одному из канонических эпитетов супергероя — «Человек будущего» (Future Man). В названии также содержится элемент литературной игры, так как lament в заголовке означает не только «горестное стенание», «причитание», но и «жалобную песнь» — старинный жанр поэтической импровизации, часто о каких-либо бедствиях, страданиях. В предисловии к первому русскоязычному изданию стихотворения, набоковед сближал его с самой крупной англоязычной поэмой писателя «Бледный  огонь» (Pale  Fire), созданной в качестве составной части одноимённого романа (1962). Прежде всего это касается стихотворной формы этих произведений, написанных «героическими» двустишиями пятистопного ямба (heroic  couplet). Этот размер в английской поэтической традиции характерен для эпической и сюжетной (повествовательной) поэзии, доведённой Александром Поупом до классических образцов. По предположению Бабикова, комикс может рассматриваться как ключ к пониманию замысла первого американского романа классика — «Под знаком незаконнорождённых» (Bend Sinister), в частности, его названия.
Исследователи отмечали интертекстуальность стихотворения, его литературный характер, в том числе связь с другими произведениями автора. Бабиков сравнивал стихи: «Я вынужден носить очки, иначе // Состав её для супер-глаз прозрачен…», характеризующие рентгеновское зрение Супермена, способного видеть девушку буквально насквозь, в том числе её внутренние органы, с соответствующим пассажем из романа «Лолита». Так, в этой нашумевшей книге Гумберт Гумберт грезит о том, чтобы «вывернуть свою Лолиту наизнанку», поцеловать «морской виноград её лёгких». Кроме того, в этом романе имеется отсылка к герою комиксов, когда после побега предмета любви Гумберта, он обращается к ней в следующих стихах: «Кто твой герой, Долорес Гейз? // Супермен в голубой пелерине?».
В тексте содержится прямая отсылка к персонажу трагедии Вильяма Шекспира «Король Лир» — благородному графу Кенту, являющемуся тёзкой сверхчеловека Кента, а также цитатная деталь (a banished trunk — «отверженное тело»), характеризующая героя английского драматурга и Супермена. Бабиков указывал на возможную связь между представлением лирического героя произведения об ужасных последствиях появления у него сына с описаниями из романа Герберта Уэллса «Пища Богов» (1904). По мнению Бабикова, автор также использовал реплику Лоис с обложки майского выпуска комикса за 1942 год: «О, Кларк — ну разве он не прекрасен?!», причём с соблюдением оригинальной пунктуации. Он также выдвинул предположение, что именно указанный комикс своим содержанием мог навести писателя на мысль создать стихотворение на эту тему. Так, в одном из эпизодов этого номера Кент обращается в типографии газеты к Лоис. Речь идёт о необходимости срочной публикации сенсационных новостей, а его фразы в этот момент приобретают ритмизированный характер, близкий к стихам. В связи с этим его коллега и предмет любви отвечает: «Ну и ну, Кларк, да ты поэт!» (Why, Clark — you’re a poet!) Также наличествуют и некоторые злободневные политические реалии эпохи Второй мировой войны (упоминается резиденция Адольфа Гитлера Берхтесгаден, содержится аллюзия к пакту Молотова — Риббентропа).

## Публикации
- Vladimir Nabokov. The Man of To-morrow’s Lament (англ.) // The Times Literary Supplement  / commentary by Andrei Babikov. — 2021. — 5 March (no. 6153). — P. 15—16. — ISSN 0307-661X.
- Набоков, Владимир; перевод и комментарий Андрея Бабикова.: . Жалобная песнь Супермена. Стихотворение Набокова о Супермене — в переводе ученого, который его обнаружил. Афиша Daily (12 марта 2021). Дата обращения: 3 декабря 2021.
- Набоков, Владимир. Жалобная песнь Супермена // Поэмы 1918—1947. Жалобная песнь Супермена / Состав., предисл., коммент., перевод А. Бабикова. — М.: Издательство АСТ : CORPUS, 2023. — С. 204—210. — 256 с. — (Набоковский корпус). — ISBN 978-5-17-137850-9.